# Schisandra
Schisandra is een geslacht uit de familie Schisandraceae. De soorten komen voor in het oosten van Azië.  De soort Schisandra glabra is de enige van dit geslacht die voorkomt in Noord-Amerika.

## Soorten
- Schisandra arisanensis Hayata
- Schisandra bicolor W.C.Cheng
- Schisandra chinensis Turcz.) Baill.
- Schisandra elongata Hook.f. & Thomson
- Schisandra glabra (Brickell) Rehder
- Schisandra glaucescens Diels
- Schisandra grandiflora (Wall.) Hook. f. & Thomson
- Schisandra henryi C.B.Clarke
- Schisandra incarnata Stapf
- Schisandra lancifolia (Rehder & E.H.Wilson) A.C.Sm.
- Schisandra longipes (Merr. & Chun) R.M.K.Saunders
- Schisandra macrocarpa
- Schisandra micrantha A.C.Smith
- Schisandra neglecta A.C.Smith
- Schisandra parapropinqua
- Schisandra perulata Gagnep.
- Schisandra plena A.C.Smith
- Schisandra propinqua (Wall.) Baill.
- Schisandra pubescens Hemsley & Wilson
- Schisandra pubinervis (Rehder & E.H.Wilson) R.M.K.Saunders
- Schisandra repanda (Siebold & Zucc.) A.C.Sm.
- Schisandra rubriflora Rehder & E.H.Wilson
- Schisandra sphaerandra Stapf
- Schisandra sphenanthera Rehder & E.H.Wilson
- Schisandra tomentella A.C.Smith